# Rogério Bontorin
Rogério Raab Bontorin (Adrianopólis, 25 de abril de 1992) é um lutador brasileiro de artes marciais mistas, atualmente competindo no peso mosca do Ultimate Fighting Championship.

## Carreira no MMA

### Ultimate Fighting Championship
Bontorin fez sua estreia no UFC em 2 de fevereiro de 2019 no Ufc Fight Night: Assunção vs. Moraes 2, contra Magomed Bibulatov. Bontorin venceu por decisão dividida.
Sua segunda luta ocorreu no dia 10 de agosto de 2019 no UFC Fight Night: Shevchenko vs. Carmouche 2 contra Raulian Paiva. Ele venceu por nocaute técnico no primeiro round, após Paiva sofrer um profundo corte no supercílio que o impossibilitou de continuar na luta.
Em 15 de fevereiro de 2020, Bontorin enfrentou Ray Borg no UFC Fight Night: Anderson vs. Błachowicz 2. Ele perdeu por decisão unânime.
Bontorin enfrentou Kai Kara-France em 6 de março de 2021 no UFC 259. Ele perdeu por nocaute no primeiro round.

## Cartel no MMA
| Cartel no MMA   |             |            |
| 22 lutas        | 17 vitórias | 4 derrotas |
| Por nocaute     | 3           | 1          |
| Por finalização | 11          | 1          |
| Por decisão     | 3           | 2          |
| No contest      | 1           | 1          |

| Res.    | Cartel   | Oponente                   | Método                               | Evento                                      | Data       | Round | Tempo | Local                  | Notas               |
| ------- | -------- | -------------------------- | ------------------------------------ | ------------------------------------------- | ---------- | ----- | ----- | ---------------------- | ------------------- |
| Derrota | 17-4 (1) | Brandon Royval             | Decisão (dividida)                   | UFC on ESPN: Kattar vs. Chikadze            | 15/01/2022 | 3     | 5:00  | Las Vegas, Nevada      |                     |
| Vitória | 17-3 (1) | Matt Schnell               | Decisão (unânime)                    | UFC 262: Oliveira vs. Chandler              | 15/05/2021 | 3     | 5:00  | Houston, Texas         |                     |
| Derrota | 16–3 (1) | Kai Kara-France            | Nocaute (socos)                      | UFC 259: Błachowicz vs. Adesanya            | 06/03/2021 | 1     | 4:55  | Las Vegas, Nevada      |                     |
| Derrota | 16–2 (1) | Ray Borg                   | Decisão (unânime)                    | UFC Fight Night: Anderson vs. Błachowicz 2  | 15/02/2020 | 3     | 5:00  | Rio Rancho, New Mexico |                     |
| Vitória | 16–1 (1) | Raulian Paiva              | Nocaute técnico (interrupção médica) | UFC Fight Night: Shevchenko vs. Carmouche 2 | 10/08/2019 | 1     | 2:56  | Montevidéu             |                     |
| Vitória | 15–1 (1) | Magomed Bibulatov          | Decisão (dividida)                   | UFC Fight Night: Assunção vs. Moraes 2      | 02/02/2019 | 3     | 5:00  | Fortaleza              |                     |
| Vitória | 14–1 (1) | Gustavo Gabriel Silva      | Finalização (mata-leão)              | Dana White's Contender Series Brazil 1      | 10/08/2018 | 2     | 2:46  | Las Vegas, Nevada      |                     |
| Vitória | 13–1 (1) | Paulo César Cardoso        | Nocaute técnico (cotoveladas)        | Imortal FC 8                                | 07/04/2018 | 3     | 2:46  | São José dos Pinhais   |                     |
| Derrota | 12–1 (1) | Michinori Tanaka           | Finalização (mata-leão)              | Grandslam 6                                 | 29/10/2017 | 3     | 2:27  | Colombo                |                     |
| Vitória | 12–0 (1) | Rildeci Lima Dias          | Nocaute técnico (socos)              | Katana Fight: Gold Edition                  | 05/08/2017 | 1     | 0:48  | São José dos Pinhais   |                     |
| Vitória | 11–0 (1) | Jon Olivar                 | Finalização (mata-leão)              | Brave 3: Battle in Brazil                   | 18/03/2017 | 1     | 3:00  | Tokyo                  |                     |
| NC      | 10–0 (1) | Takeshi Kasugai            | Sem Resultado                        | Pancrase - 283                              | 18/12/2016 | 1     | 2:19  | Tokyo                  |                     |
| Vitória | 10–0     | Cristiano Souza            | Finalização (chave de braço)         | Imortal FC 5                                | 23/07/2016 | 1     | 2:05  | São José dos Pinhais   |                     |
| Vitória | 9–0      | Ivonei Pridonik            | Finalização (chave de braço)         | Imortal FC 5                                | 23/07/2016 | 2     | 1:06  | São José dos Pinhais   |                     |
| Vitória | 8–0      | Israel Silva Lima          | Finalização (chave de calcanhar)     | XFC International 11                        | 19/09/2015 | 1     | 1:20  | São Paulo              |                     |
| Vitória | 7–0      | Carlisson dos Santos       | Finalização (mata-leão)              | Curitiba Fight Pro 3                        | 17/05/2015 | 2     | 4:06  | Curitiba               |                     |
| Vitória | 6–0      | Genilson Lacerda           | Finalização (mata-leão)              | Striker's House Cup 38                      | 28/06/2014 | 1     | 1:27  | Curitiba               |                     |
| Vitória | 5–0      | Jeferson Guilherme Pereira | Finalização (mata-leão)              | Power Fight Extreme 11                      | 17/05/2014 | 1     | 3:51  | Curitiba               |                     |
| Vitória | 4–0      | Carlos do Amaral           | Finalização (mata-leão)              | Curitiba Fight Pro                          | 22/02/2014 | 1     | N/A   | Curitiba               |                     |
| Vitória | 3–0      | Jonathan Inácio            | Decisão (unânime)                    | Gladiator Combat Fight 3                    | 18/08/2013 | 3     | 5:00  | Curitiba               |                     |
| Vitória | 2–0      | Cleverson Luiz Candido     | Finalização (mata-leão)              | Treme Fisiomaq Combat                       | 08/06/2013 | 2     | 1:12  | Araucária              |                     |
| Vitória | 1–0      | Genilson Lacerda           | Finalização (mata-leão)              | Gladiator Combat Fight                      | 06/04/2013 | 1     | 4:30  | Curitiba               | Estreia nos Moscas. |